# Porfiry
Porfiry – imię męskie pochodzenia greckiego. Wywodzi się od greckiego imienia Πορφυριος (Porfirios), pochodzącego od słowa πορφυρα (porfira), co oznacza „purpura”.
Forma oboczna: Porfiriusz
Porfiry imieniny obchodzi 16 lutego i 26 lutego.
Znane osoby noszące imię Porfiry:
- Porfirij Chopow (1903 – ?) – radziecki polityk